# Massimo Spadano
Massimo Spadano, nacido en 1968 en Lanciano, provincia de Chieti, Abruzos, es un violinista y director de orquesta italiano.
Desde 1994 es el concertino de la Orquesta Sinfónica de Galicia (OSG) de La Coruña.

## Biografía
Nació en una familia humilde de la región de los Abruzos, hijo de un camionero y de una ama de casa; tiene otros cuatro hermanos. La música le llegó por casualidad: cuando tenía ocho años su madre le anotó a clases de piano después de que una vecina apuntase a su hija, para que acompañase a ésta. En su camino en la música siempre tuvo el apoyo de sus padres, que nunca pusieron trabas a las profesiones elegidas por sus hijos. A pesar de las dificultades económicas, consiguió entrar en el conservatorio de Pescara, y allí una profesora, Eleanora Pontano, le dio el empujón final para que emprendiese su carrera.
A los 18 años fue integrante de la Joven Orquesta de la Unión Europea, lo que le permitió seguir aprendiendo y también conocer mundo.
Se diplomó en violín en Italia y amplió estudios en la Universidad de Utrecht (Países Bajos) con Viktor Liberman y Philippe Hirschhorn, graduándose cum laude. Obtuvo su diploma en dirección de orquesta con Donato Renzetti en la Accademia Musicale Pescarese.
En 1994, el entonces director de la Orquesta Sinfónica de Galicia Víctor Pablo Pérez (hoy director honorario), lo llamó para entrar en la nueva formación como concertino. Eligió La Coruña pese a tener ofertas de Lyon, Lausanne, Colonia y Madrid. No se arrepintió: «pensaba quedarme dos años y ya llevo 16», manifestó.
Desde ese año de 1994 es el violín-concertino de la Orquetra Sinfónica de Galicia] y, desde 1995, el director musical y artístico de la Orquestra de Cámara de la Sinfónica de Galicia, con la que dirigió obras del clasicismo y también de Igor Stravinski y de contemporáneos españoles. También actuó como director de la Orquestra Sinfónica del Vallès, de Sabadell.
Compromisos como director invitado le llevaron por toda Europa, así como a ambas Américas, Asia, África y el Próximo Oriente. Como concertino colaboró, entre otras orquestas, con la Orchestre National de Lyon, la Accademia Nazionale di Santa Cecilia de Roma, la Orchestre de Chambre de Lausanne, la Ciudad de Granada, la Sinfónica de Tenerife, la del Gran Teatro del Liceo de Barcelona, y con grupos barrocos como el Ensemble Baroque de Limoges, el Ensemble Zefiro, el Hesperion XX y el Concert des Nations, con Jordi Savall.
Dedicó gran parte de su tiempo a la práctica histórica de la interpretación con instrumentos originales en varias ediciones del repertorio barroco, realizadas con la Camerata Anxanum, que fundó y dirige. En este sentido es de destacar que en 2015 fue nombrado nuevo director titular de la orquesta Acadèmia 1750, una formación nacida con el objetivo de proporcionar al Festival de Música de Torroella de Montgrí (Gerona) un instrumento musical propio. Esta formación catalana, tradicionalmente asociada al festival de Músiques de Torroella, comienza una nueva etapa independiente de las Joventuts Musicals de Torroella de Montgrí y del citado festival, centrándose en un repertorio clásico y prerromántico. Pese a todo, continuará colaborando con el certamen del Ampurdán. Spadano declaró que quiere convertir Acadèmia 1750 «en una orquesta profesional de alto nivel, que trabaje e nuna línea que va de 1750 para arriba, el clasicismo y el prerromanticismo» y que a la vez «deberá trabajar obras clave del clasicismo y, por tanto, también el repertorio de 1750 a 1810».
Massimo Spadano participó en numerosos festivales y grabó para diversos sellos discográficos, desde Deutsche Grammophon a Sony o Naxos.
Spadano está casado con la soprano española María José Moreno, matrimonio que vive en Oleiros. Tienen dos hijos que hablan español e italiano, y aprenden gallego e inglés.

## Reconocimientos
- Por su grabación de las sonatas para violín de Johann Friedrich Reichardt recibió el premio francés Choc du disque.[3]
- En 1996 le otorgaron el título honorífico Laureate Juventus en Chambray, Francia.[2]